# Marko Dabro
Marko Dabro (Vinkovci, 28 marzo 1997) è un calciatore croato, attaccante del Varaždin.

## Carriera

### Club
Il 22 agosto 2013 viene acquistato a titolo definitivo per 800 000 euro dalla squadra italiana della Fiorentina. Durante la permanenza a Firenze si ammala di mononucleosi compromettendogli il prosieguo nei Viola e dopo tre stagioni rincasa tra le file del Cibalia. Nell'estate 2019 si trasferisce nel BSK Bijelo Brdo con cui nella stagione 2020-2021 diventa capocannoniere in Druga HNL con ben 30 reti messe a segno. Il 16 giugno 2021 fa il suo ritorno in Prva HNL accasandosi tra le file della Lokomotiva Zagabria. Il 17 luglio esordisce con i Lokosi alla prima di campionato contro l'Hajduk Spalato segnando anche la rete del momentaneo 2-1. Il 14 agosto segna una doppietta ai danni dell'Istria 1961 nella partita vinta 4-0.

### Nazionale
Ha giocato in tutte le nazionali giovanili croate comprese tra l'Under-16 e l'Under-20.

## Statistiche

### Cronologia presenze e reti in nazionale
| Cronologia completa delle presenze e delle reti in nazionale ― Croazia under 20 | Cronologia completa delle presenze e delle reti in nazionale ― Croazia under 20 | Cronologia completa delle presenze e delle reti in nazionale ― Croazia under 20 | Cronologia completa delle presenze e delle reti in nazionale ― Croazia under 20 | Cronologia completa delle presenze e delle reti in nazionale ― Croazia under 20 | Cronologia completa delle presenze e delle reti in nazionale ― Croazia under 20 | Cronologia completa delle presenze e delle reti in nazionale ― Croazia under 20 | Cronologia completa delle presenze e delle reti in nazionale ― Croazia under 20 |
| Data                                                                            | Città                                                                           | In casa                                                                         | Risultato                                                                       | Ospiti                                                                          | Competizione                                                                    | Reti                                                                            | Note                                                                            |
| ------------------------------------------------------------------------------- | ------------------------------------------------------------------------------- | ------------------------------------------------------------------------------- | ------------------------------------------------------------------------------- | ------------------------------------------------------------------------------- | ------------------------------------------------------------------------------- | ------------------------------------------------------------------------------- | ------------------------------------------------------------------------------- |
| 25-4-2018                                                                       | Manzano                                                                         | Italia under 20                                                                 | 3 – 0                                                                           | Croazia under 20                                                                | Amichevole                                                                      | -                                                                               | 46’                                                                             |
| Totale                                                                          |                                                                                 | Presenze                                                                        | 1                                                                               |                                                                                 | Reti                                                                            | 0                                                                               |                                                                                 |

## Palmarès

### Club

#### Competizioni nazionali
- Druga hrvatska nogometna liga: 1

Cibalia: 2015-2016

### Individuale
- Capocannoniere della Druga hrvatska nogometna liga: 1

2020-2021 (30 reti)